# Harold Wallace
Dit overzicht is mogelijk incompleet; u kunt helpen door het uit te breiden.
Harold Wallace MacDonald (Heredia, 7 september 1975) is een voormalig profvoetballer uit Costa Rica die onder contract stond bij onder meer LD Alajuelense.

## Interlandcarrière
Wallace was een verdediger en speelde zijn eerste interland op 27 september 1995 tegen Jamaica. Hij maakte deel uit van de selectie voor het WK voetbal 2002 en het WK voetbal 2006. Hij speelde in totaal exact honderd interlands in de periode 1995-2009, waarin hij driemaal tot scoren kwam.
| WK-statistieken              | Club           | Positie    | W |   |   | D | A |   |   |   |
| ---------------------------- | -------------- | ---------- | - | - | - | - | - | - | - | - |
| WK voetbal 2002 - Costa Rica |                | Verdediger | 3 | ? | ? | ? | ? | ? | ? | ? |
| WK voetbal 2006 - Costa Rica | LD Alajuelense | Verdediger | 0 | 0 | 0 | 0 | 0 | 0 | 0 | 0 |